# 坂田勝
坂田 勝（さかた まさる、1932年8月24日 - ）は、日本の機械工学者。東京工業大学名誉教授。元拓殖大学学長。元カリフォルニア大学バークレー校スプリンガー卓越教授。

## 人物・経歴
広島県深安郡大津野村（現福山市大門町）生まれ。1952年広島県福山東高等学校（現広島県立福山誠之館高等学校）卒業。1956年東京工業大学機械工学課程卒業、三菱日本重工業入社。1957年東京工業大学精密工学研究所機械力学研究室助手。
1964年東京工業大学工学博士。1965年東京工業大学理工学部助教授。1968年日本放送協会総合技術研究所嘱託。1969年カリフォルニア大学バークレー校客員研究員（文部省在外研究員）。1975年東京工業大学工学部教授。1980年日本機械学会論文賞受賞。1988年カリフォルニア大学バークレー校R.S.Springer卓越教授。1986年火力原子力発電技術協会石炭ガス化発電委員会委員。1989年東京工業大学保健管理センター所長。1990年日本材料学会副会長。1991年新エネルギー・産業技術総合開発機構石炭技術分科会委員。1992年学位授与機構特別審査委員。1993年定年退官、東京工業大学名誉教授、拓殖大学工学部教授。1997年拓殖大学工学部長、日本ボイラ協会事前審査委員会委員。1999年拓殖大学学長、日本学術振興会審査委員。2000年日本機械学会材料力学部門功績賞受賞。2003年拓殖大学名誉教授。
指導学生に岸本喜久雄東京工業大学名誉教授、坂本秀行日産自動車副社長など。

## 著作

### 著書
- 『固体力学』朝倉書店 1975年
- 『工学力学』共立出版 1977年
- 『振動と波動の工学』共立出版 1979年
- 『機械力学』（三輪修三と共著）コロナ社 1984年

### 編書
- 『機械工学入門講座 1』森北出版 1994年
- 『機械工学入門講座 2』森北出版 1995年
- 『機械工学入門講座 3』森北出版 1995年
- 『機械工学入門講座 4』森北出版 1996年
- 『機械工学入門講座 別巻』森北出版 1996年
- 『機械工学入門講座 5』森北出版 1997年

### 訳書
- D. E. Newland『不規則振動とスペクトル解析』（木村康治と共訳）オーム社 1991年